# Bernardin de Feltre
Bernardin de Feltre était un frère mineur et un missionnaire, né à Feltre (Vénétie, Italie) en 1439 et mort à Pavie le 28 septembre 1494. Grand prédicateur et fondateur des monts-de-piété, il joua un rôle déterminant dans l'affaire de Simon de Trente, où il laissa s'exprimer son hostilité envers les Juifs. 
Bernardin a été béatifié en 1654. Contrairement à ce qu’écrivent certains historiens, il n’a jamais été canonisé. (Il est donc faux de l'appeler « saint Bernardin de Feltre ».)

## Biographie
De son vrai nom Martino Tomitano, Bernardin appartenait à une famille noble. Il était l'aîné des neuf enfants de Donato Tomitano et de son épouse Carona Rampaldoni. En 1456 saint Jacques de la Marche, disciple de saint Bernardin de Sienne, prêcha le Carême à Padoue, ce qui inspira à Martino l'idée d'entrer dans l'ordre franciscain. Il prit l'habit des frères mineurs en mai de la même année et devint Bernardin de Feltre. Il termina avec succès ses études à Mantoue, fut ordonné prêtre en 1463 et enseigna ensuite la théologie. Guéri miraculeusement d'un embarras de la parole, il commença un apostolat qui le fit classer parmi les plus grands missionnaires franciscains du XVe siècle, en devenant dès 1469 un prédicateur de renom en Italie, ce qui lui valut quelques siècles plus tard le titre de « prédicateur apostolique » (1881).
Chaque grande ville et chaque province, depuis la Lombardie au nord jusqu'à la Sardaigne et aux provinces du Sud, furent successivement la scène de ses travaux missionnaires ; et les fruits de son apostolat se révélèrent aussi importants que durables. Il joua un rôle de pacificateur entre les cités en guerre les unes contre les autres, tout en s'attirant parfois l'inimitié des instances dirigeantes en raison de ses prêches contre les puissants de ce monde. Chassé de Milan par Ludovic le More, puis de Florence en 1476, il se vit interdit de séjour à Venise jusqu'en 1487.

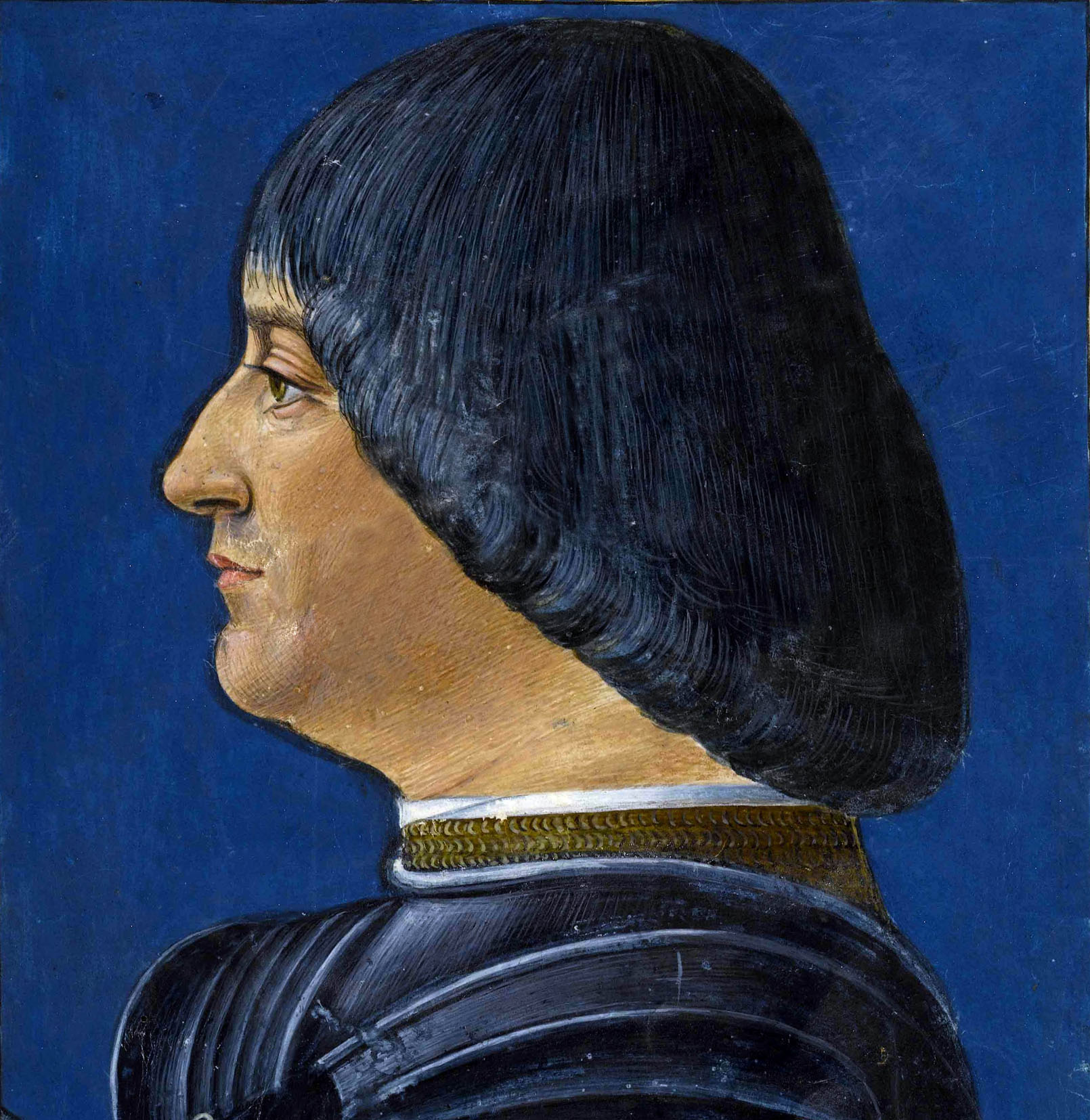
Ludovic le More par Giovanni Ambrogio de Predis

Ce dont on se souvient pourtant le mieux, c'est que Bernardin réorganisa le mont-de-piété et, en un sens, le fonda. L'intention de Bernardin était de mettre un terme à l'exploitation des plus démunis. Les couches sociales les plus pauvres pouvaient désormais emprunter de l'argent sans être assujetties à des intérêts usuraires. Ces monti se répandirent en Italie à Mantoue en 1484, à Padoue en 1491, à Crema et Pavie en 1493, à Montagnana et Monselice en 1494, puis en France, en Espagne et en Allemagne.
Dès l'origine, les monti di pietà furent institués comme un remède, efficace et venant à point nommé, contre les maux causés par l'usure dont on accusait les Juifs et qui était en principe interdite aux chrétiens. Cette interdiction admettait toutefois des exceptions. L'historien allemand Dieter Berg remarque par exemple que Bernardin « luttait contre les prêts usuraires faits aussi bien par des chrétiens que par des Juifs » et souligne l'importance de son action : « Il a créé dans de nombreuses villes des Montes Pietatis modèles, fondés sur une théorie moderne des taux d'intérêt. »  
Cependant, l'activité et les prêches de Bernardin passent pour avoir aggravé l'antisémitisme populaire en Italie et au Tyrol. Ainsi Bernard Lazare met-il en corrélation le développement des monti di pietà et l'essor de l'antisémitisme : « En Italie, Jean de Capistrano, « le Fléau des Hébreux », soulevait les pauvres contre l'usure des Juifs et leur endurcissement [...]. Bernardin de Feltre suivait son exemple, mais il était hanté d'idées plus pratiques, celle entre autres d'organiser des Monts-de-Piété, pour obvier à la rapacité des prêteurs. Il parcourait l'Italie et le Tyrol, demandant l'expulsion des Hébreux, provoquant des soulèvements et des émeutes, causant le massacre des Juifs de Trente. » C'est en effet lors de ses prédications itinérantes qu'il dressa la population de Trente contre la communauté juive, accusant celle-ci de crime rituel lors de la disparition du jeune Simon de Trente. Il en résulta l'arrestation et la torture de 17 Juifs, dont 15 moururent sous la question, et l'expulsion des Juifs hors de cette ville pendant 300 ans,.

## Le culte de Bernardin de Feltre

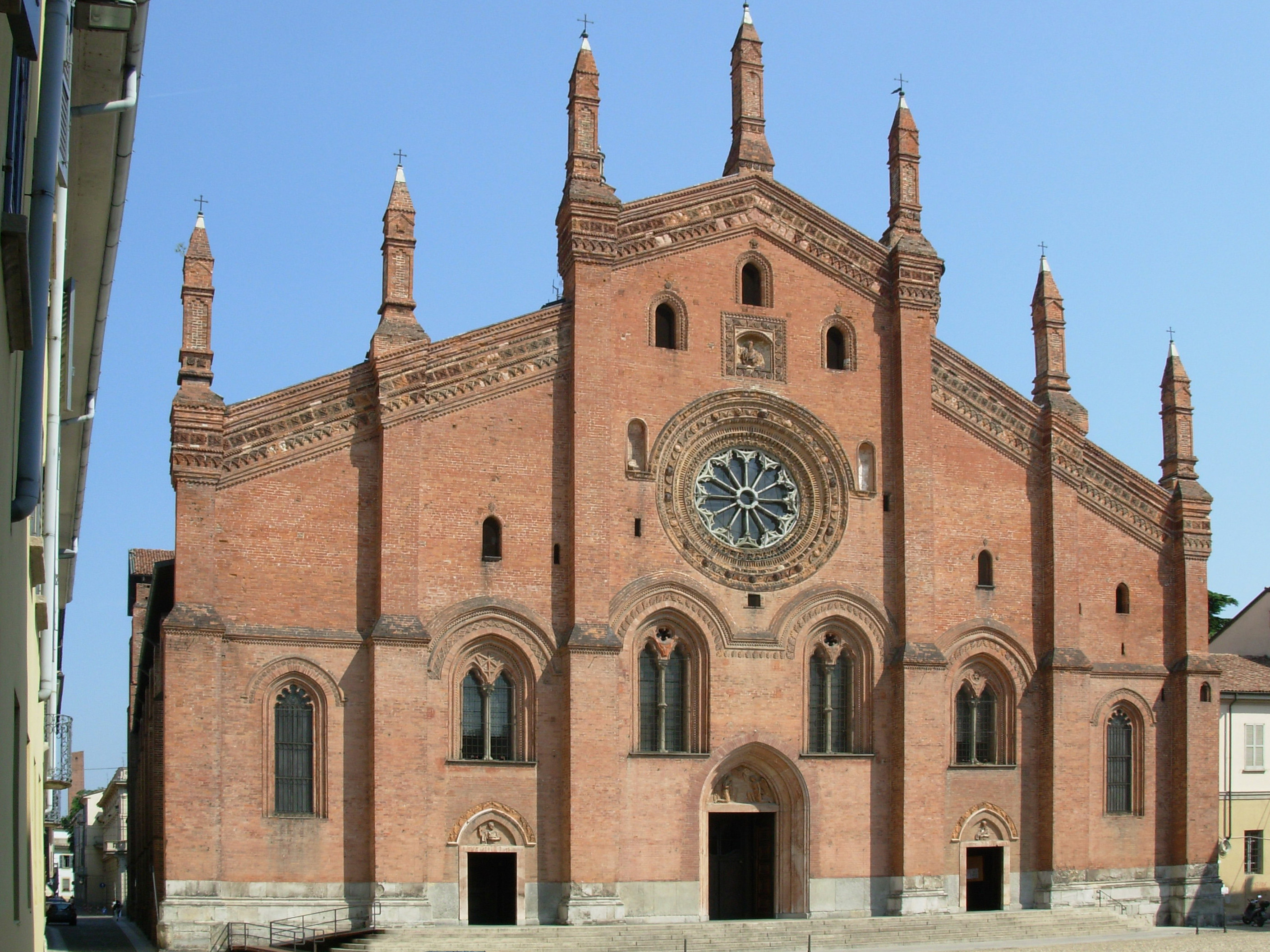
Pavie : Santa Maria del Carmine

Le fait que Bernardin de Feltre ait créé des monti di pietà là où il n'y en avait pas auparavant explique qu'il soit généralement représenté sous l'habit d'un moine portant cuculle et tenant dans sa main un monte di pietà, c'est-à-dire une petite colline verte composée de trois buttes portant à son sommet soit une croix, soit un étendard avec l'inscription Curam illius habe inspirée de la parabole du Bon Samaritain. Ainsi apparaît-il notamment dans un tableau du Pérugin qui se trouve au musée des beaux-arts de Nantes. C'est surtout aux XVe et XVIe siècles qu'on le représenta sous forme de statues ; par la suite on ne le vit plus que dans l'imagerie populaire imprimée.
En tant qu'auteur, Bernardin n'a rien laissé d'important, mais on lui a attribué quelquefois la prière Anima Christi (Âme du Christ), ce qui est d'ailleurs impossible car elle a été composée avant sa naissance. Comme devait le faire Ignace de Loyola, il l'a cependant fréquemment utilisée et l'a recommandée à ses frères. 
En 1654 son culte fut confirmé par le pape Innocent X (cultus confirmatus) et la fête de ce bienheureux est célébrée chez les frères mineurs le 28 septembre. C'est le patron des prêteurs sur gages et des banquiers. 
Son corps est conservé dans l'église Santa Maria del Carmine de Pavie.

## Sources
- Cet article est partiellement ou en totalité traduit de la Catholic Encyclopedia (1913) qui est dans le domaine public.